# Ferulago mughlae
Ferulago mughlae är en flockblommig växtart som beskrevs av Pes$emen. Ferulago mughlae ingår i släktet Ferulago och familjen flockblommiga växter. Inga underarter finns listade i Catalogue of Life.